# COG7
COG7‏ (Component of oligomeric golgi complex 7) هوَ بروتين يُشَفر بواسطة جين COG7 في الإنسان.